# Piero Branca
Piero Branca, född 14 maj 1939 i Maddalena i Italien, är en italiensk-svensk målare.
Branca studerade konst i Italien innan han 1962 bosatte sig i Limhamn. I Sverige studerade han vidare vid Skånska Grafikskolan. Bland hans större utställningar märks de i Rom, Köpenhamn och i Catanzaro. Tillsammans med Franco Costa bildade han konstnärsgruppen Light of Sweden 1978. Hans konst består av porträtt och naturalistiska natur och landskapsskildringar.